# David Bachelard
David Bachelard (* 9. August 1815 in Sonzier; † 18. Juni 1866 in Vevey, heimatberechtigt in Nyon und Pampigny) war ein Schweizer Politiker.

## Biografie
Bachelard besuchte das Lehrerseminar und war dann als Primarlehrer zuerst in Rolle und dann in Vevey tätig. Später war er im Weinhandel und in der Mineralwasserherstellung tätig.
Im Jahre 1845 – nach der Revolution der Radikalen – politisierte er als Grossrat und als Regierungsstatthalter des Bezirks Vevey. Nachdem das Gesetz über die Gewaltentrennung angenommen worden war, musste er von einem Amt zurücktreten. Er entschied sich, das Regierungsstatthalteramt abzugeben. Bachelard hatte dann bis ins Jahr 1866 Einsitz im Parlament. Ihm gelang im Mai 1866 die Wahl in den Nationalrat, er starb jedoch noch vor seinem Amtsantritt.
David Bachelard zählte zu den gemässigten Radikalen, welche im Parlament die Mehrheiten stellten. Mit der Zeit rutschte er politisch immer mehr nach Mitte-rechts.